# فانكاتي دابو
فانكاتي دابو (بالإنجليزية: Fankaty Dabo) (11 أكتوبر 1995 بساوثوورك في المملكة المتحدة - ) هو لاعب كرة قدم بريطاني في مركز الدفاع. لعب مع سبارتا روتردام.